# David ibn Merwan al-Muqammitz
David ibn Merwan al-Muqammitz war ein jüdischer Religionsphilosoph des 9. und 10. Jahrhunderts nach Christus.
Er stammte aus Babylonien und wurde deshalb auch David ha-Bavli (der Babylonier) genannt.
Er schrieb nach 800 einen (nicht vollständig erhaltenen) polemischen Traktat namens Zwanzig Kapitel, der insbesondere die Vorstellung von der Dreieinigkeit Gottes aufs Korn nahm.